# Bắn cung tại Thế vận hội Mùa hè 2016
Môn bắn cung tại Thế vận hội Mùa hè 2016 ở Rio de Janeiro diễn ra trong bảy ngày từ 6 tới 12 tháng 8. Có bốn nội dung thi đấu được diễn ra tất cả đều ở Sambadrome Marquês de Sapucaí.

## Thể thức thi đấu
Có tổng cộng 128 vận động viên tranh tài tại bốn nội dung thi đấu: cá nhân nam, cá nhân nữ, đồng đội nam và đồng đội nữ.
Cả bốn nội dung đều sử dụng cung recurve, và thi đấu theo luật và khoảng cách 70 mét được World Archery phê chuẩn. Giải sẽ bắt đầu bằng vòng xếp hạng ban đầu với tất cả 64 cung thủ của mỗi giới. Mỗi cung thủ sẽ bắn tổng cộng 72 mũi tên để xác định hạt giống từ 1–64 theo số điểm của họ.
Vòng xếp hạng cũng được sử dụng cho nội dung đồng đội từ 1 tới 12, bằng trung bình điểm cá nhân của thành viên mỗi đội.
Các nội dung sẽ thi đấu theo thể thức một trận loại trực tiếp, trừ thua trận bán kết sẽ được thi đấu playoff để xác định huy chương đồng.

### Nội dung cá nhân
Ở nội dung cá nhân, tất cả 64 cung thủ sẽ thi đấu từ vòng một. Kết quả bốc thăm sẽ dựa trên hạt giống xác định thông qua vòng xếp hạng nên hạt giống số 1 sẽ gặp hạt giống số 64 tại vòng một.
Các trận đấu sẽ thi đấu theo thể thức 5 set thắng 3, với ba lượt bắn mỗi set. Người thắng mỗi set sẽ giành được hai điểm, nếu tỉ số hòa thì mỗi cung thủ sẽ nhận được một điểm. Nếu kết thúc năm set mà tỉ số hòa 5–5, một lượt bắn shoot-off sẽ được sử dụng và ai bắn gần tâm nhất sẽ giành chiến thắng.

### Nội dung đồng đội
Tại nội dung đồng đội, bốn đội hạt giống đầu thông qua vòng xếp hạng sẽ được vào thẳng tứ kết. Tám đội còn lại từ thư 5 tới 12 sẽ cạnh tranh bốn suất vào tứ kết.
Lần đầu tiên nội dung đồng đội cũng có thể thức tương tự như nội dung cá nhân.

## Lịch thi đấu
Tất cả theo Giờ Brasília (UTC−3).
| Ngày   | Thời gian                   | Bắt đầu    | Kết thúc      | Nội dung     | Giai đoạn                             |
| ------ | --------------------------- | ---------- | ------------- | ------------ | ------------------------------------- |
| Ngày 0 | Thứ Sáu 5 tháng 8 năm 2016  |            |               | Cá nhân nam  | Vòng xếp hạng                         |
| Ngày 0 | Thứ Sáu 5 tháng 8 năm 2016  | Cá nhân nữ | Vòng xếp hạng |              |                                       |
| Ngày 1 | Thứ Bảy 6 tháng 8 năm 2016  | 9:00       | 17:45         | Đồng đội nam | Vòng loại/Tranh huy chương            |
| Ngày 2 | Chủ Nhật 7 tháng 8 năm 2016 | 9:00       | 17:45         | Đồng đội nữ  | Vòng loại/Tranh huy chương            |
| Ngày 3 | Thứ Hai 8 tháng 8 năm 2016  | 9:00       | 17:45         | Cá nhân nam  | Vòng 1/32 & 1/16                      |
| Ngày 3 | Thứ Hai 8 tháng 8 năm 2016  | 9:00       | 17:45         | Cá nhân nữ   | Vòng 1/32 & 1/16                      |
| Ngày 4 | Thứ Ba 9 tháng 8 năm 2016   | 9:00       | 17:45         | Cá nhân nam  | Vòng 1/32 & 1/16                      |
| Ngày 4 | Thứ Ba 9 tháng 8 năm 2016   | 9:00       | 17:45         | Cá nhân nữ   | Vòng 1/32 & 1/16                      |
| Ngày 5 | Thứ Tư 10 tháng 8 năm 2016  | 9:00       | 18:55         | Cá nhân nam  | Vòng 1/32 & 1/16                      |
| Ngày 5 | Thứ Tư 10 tháng 8 năm 2016  | 9:00       | 18:55         | Cá nhân nữ   | Vòng 1/32 & 1/16                      |
| Ngày 6 | Thứ Năm 11 tháng 8 năm 2016 | 9:00       | 17:10         | Cá nhân nữ   | Vòng 1/8 /Tứ/Bán kết/Tranh huy chương |
| Ngày 7 | Thứ Sáu 12 tháng 8 năm 2016 | 9:00       | 17:10         | Cá nhân nam  | Vòng 1/8 /Tứ/Bán kết/Tranh huy chương |

## Vòng loại
Mỗi Ủy ban Olympic quốc gia (NOC) được cho phép tối đa sáu cung thủ tham dự, ba dành cho mỗi giới. NOC có đủ điều kiện ở nội dung đồng đội có thể gửi một đội ba thành viên và đồng thời cũng tham gia vào nội dung cá nhân. Có 12 đội ở mỗi giới, vì thế có 36 cá nhân được vượt qua vòng loại nhờ vòng loại đồng đội. Tất cả các NOC còn lại chỉ có tối đa một suất cho mỗi giới ở nội dung cá nhân.
Sáu suất được dành cho nước chủ nhà Brasil và sáu suất được quyết định bởi Ủy ban Ba bên. Còn lại 116 suất tham dự sẽ được thông qua quá trình vòng loại, các cung thủ sẽ kiếm suất tham dự cho NOC đại diện cho họ, không nhất thiết phải là bản thân họ.
Để có thể thao dự Thế vận hội sau khi NOC có một suất tham dự, các cung thủ phải đạt ít nhất số điểm vòng loại tối thiểu (MQS):
- Nam: 630
- Nữ: 600

MQS phải được tính từ 26 tháng 7 năm 2015 (bắt đầu giải vô địch bắn cung thế giới 2015) tới 11 tháng 7 năm 2016 thời điểm đăng ký các nội dung với World Archery.

## Các quốc gia tham gia
Các cung thủ từ 56 quốc gia đã tham gia tại Thế vận hội Mùa hè 2016.
- Úc (4)
- Áo (1)
- Azerbaijan (1)
- Bangladesh (1)
- Belarus (1)
- Bỉ (1)
- Bhutan (1)
- Brasil (6)
- Canada (2)
- Chile (1)
- Trung Quốc (6)
- Colombia (4)
- Cuba (1)
- Cộng hòa Dominica (1)
- Ai Cập (2)
- Estonia (1)
- Fiji (1)
- Phần Lan (2)
- Pháp (3)
- Gruzia (3)
- Đức (2)
- Hy Lạp (1)
- Anh Quốc (2)
- Ấn Độ (4)
- Indonesia (4)
- Iran (1)
- Ý (6)
- Bờ Biển Ngà (1)
- Nhật Bản (4)
- Kazakhstan (2)
- Kenya (1)
- Libya (1)
- Malawi (1)
- Malaysia (3)
- México (4)
- Moldova (1)
- Mông Cổ (1)
- Myanmar (1)
- Nepal (1)
- Hà Lan (3)
- CHDCND Triều Tiên (1)
- Na Uy (1)
- Ba Lan (1)
- Nga (3)
- Slovakia (2)
- Hàn Quốc (6)
- Tây Ban Nha (4)
- Thụy Điển (1)
- Đài Bắc Trung Hoa (6)
- Thái Lan (1)
- Tonga (2)
- Thổ Nhĩ Kỳ (2)
- Ukraina (4)
- Hoa Kỳ (4)
- Venezuela (2)
- Zimbabwe (1)

## Tóm tắt huy chương

### Bảng huy chương
| Hạng               | Đoàn               | Vàng | Bạc | Đồng | Tổng số |
| ------------------ | ------------------ | ---- | --- | ---- | ------- |
| 1                  | Hàn Quốc           | 4    | 0   | 1    | 5       |
| 2                  | Hoa Kỳ             | 0    | 1   | 1    | 2       |
| 3                  | Nga                | 0    | 1   | 0    | 1       |
| 3                  | Pháp               | 0    | 1   | 0    | 1       |
| 3                  | Đức                | 0    | 1   | 0    | 1       |
| 6                  | Úc                 | 0    | 0   | 1    | 1       |
| 6                  | Đài Bắc Trung Hoa  | 0    | 0   | 1    | 1       |
| Tổng số (7 đơn vị) | Tổng số (7 đơn vị) | 4    | 4   | 4    | 12      |

### Danh sách huy chương
| Nội dung     | Vàng                                                       | Bạc                                                                | Đồng                                                                  |
| ------------ | ---------------------------------------------------------- | ------------------------------------------------------------------ | --------------------------------------------------------------------- |
| Cá nhân nam  | Ku Bon-chan · Hàn Quốc                                     | Jean-Charles Valladont · Pháp                                      | Brady Ellison · Hoa Kỳ                                                |
| Đồng đội nam | Hàn Quốc (KOR) · Ku Bon-chan · Lee Seung-yun · Kim Woo-jin | Hoa Kỳ (USA) · Brady Ellison · Zach Garrett · Jake Kaminski        | Úc (AUS) · Alec Potts · Ryan Tyack · Taylor Worth                     |
| Cá nhân nữ   | Chang Hye-jin · Hàn Quốc                                   | Lisa Unruh · Đức                                                   | Ki Bo-bae · Hàn Quốc                                                  |
| Đồng đội nữ  | Hàn Quốc (KOR) · Chang Hye-jin · Choi Mi-sun · Ki Bo-bae   | Nga (RUS) · Tuyana Dashidorzhieva · Ksenia Perova · Inna Stepanova | Đài Bắc Trung Hoa (TPE) · Lôi Thiên Oánh · Lâm Thi Gia · Đàm Nhã Đình |